# L'amour est un oiseau rebelle
L'amour est un oiseau rebelle, conocida popularmente como Habanera, es un aria perteneciente a la ópera Carmen, de Georges Bizet, compuesta en 1875.
Es un canto de amor rebelde, un aria para mezzosoprano del primer acto de la ópera francesa. La intérprete es Carmen, una bella gitana española de temperamento fuerte, que es cigarrera de la Fábrica de Tabacos de Sevilla, España, donde está ambientada la ópera. Está basado en una habanera de Sebastián Iradier, titulada "El arreglito", si bien Bizet pensaba que la melodía era de origen popular.
El tema ha llegado a ser muy conocido y aparece en varias películas o anuncios de televisión. El grupo Olé Olé hizo una versión de la canción, conocida como Conspiración.

## Antecedentes
La partitura del aria fue adaptada de la habanera "El Arreglito ou la Promesse de mariage", del músico español Sebastián Iradier, publicada por primera vez en 1863, que Bizet pensó que era una canción popular. Cuando otros le dijeron que había utilizado algo escrito por un compositor que había muerto 10 años antes, añadió una nota sobre su derivación en la primera edición de la partitura vocal que él mismo preparó. Aunque el libreto francés de la opéra comique completa fue escrito por Henri Meilhac y Ludovic Halévy, la letra de la habanera procede de Bizet. La habanera fue interpretada por primera vez por Galli-Marié en la Opéra-Comique el 3 de marzo de 1875. Bizet, habiendo eliminado durante los ensayos su primera versión de la canción de entrada de Carmen, en 3
4 con un estribillo en 6
8, reescribió la Habanera varias veces antes de que él (y Galli-Marié) estuvieran satisfechos con ella.
Nietzsche, un entusiasta admirador de Carmen, comentó que el aria "irónicamente provocativa" evocaba "a Eros tal y como lo concebían los antiguos, juguetonamente seductor, traviesamente demoníaco" Rodney Milnes, revisando una serie de interpretaciones en disco, describió la pieza como "después de todo, [] una simple y burlona declaración de hechos, no un credo filosófico que sacuda la tierra".

## Letra
| "El amor es un pájaro rebelde", letra en español. El amor es un pájaro rebelde, que nadie puede dominar, y es vano llamarlo, si él preﬁere rehusarse. De nada sirve amenazar o suplicar. Uno habla bien, el otro se calla; y es al otro al que yo prefiero; no ha dicho nada pero me gusta. Coro ¡El amor! ¡el amor! ¡el amor! ¡el amor! El amor es un niño vagabundo, jamás, jamás ha conocido ley. Si tú no me amas, yo te amo; y si te amo, ¡Ten cuidado! El pájaro al que creíste sorprender, batió sus alas y voló... El amor está lejos, puedes esperarlo; no lo esperas más ¡y ahí está! A tu alrededor, rápido, rápido; viene, se va, luego regresa. Crees tenerlo, te evita; creíste evitarlo, y él te tiene. Coro ¡El amor! ¡el amor! ¡el amor! ¡el amor! | "L'amour est un oiseau rebelle", letra en francés. L'amour est un oiseau rebelle, que nul ne peut apprivoiser, et c'est bien en vain qu'on l'appelle, s'il lui convient de refuser. Rien n'y fait, menace ou prière, L'un parle bien, l'autre se tait, et c'est l'autre que je préfère, il n'a rien dit, mais il me plaît. Chorus L'amour! l'amour! l'amour! l'amour! L'amour est enfant de bohème, Il n'a jamais, jamais, connu de loi. Si tu ne m'aimes pas, je t'aime. Et si je t'aime, prends garde à toi! L'oiseau que tu croyais surprendre, Battit de l'aile et s'envola; L'amour est loin, tu peux l'attendre, Tu ne l'attends plus, il est là! Tout autour de toi, vite, vite, Il vient, s'en va, puis il revient. Tu crois le tenir, il t'évite. Tu crois l'éviter, il te tient. Chorus L'amour! l'amour! l'amour! l'amour! |

## Galería

Habanera de Carmen.
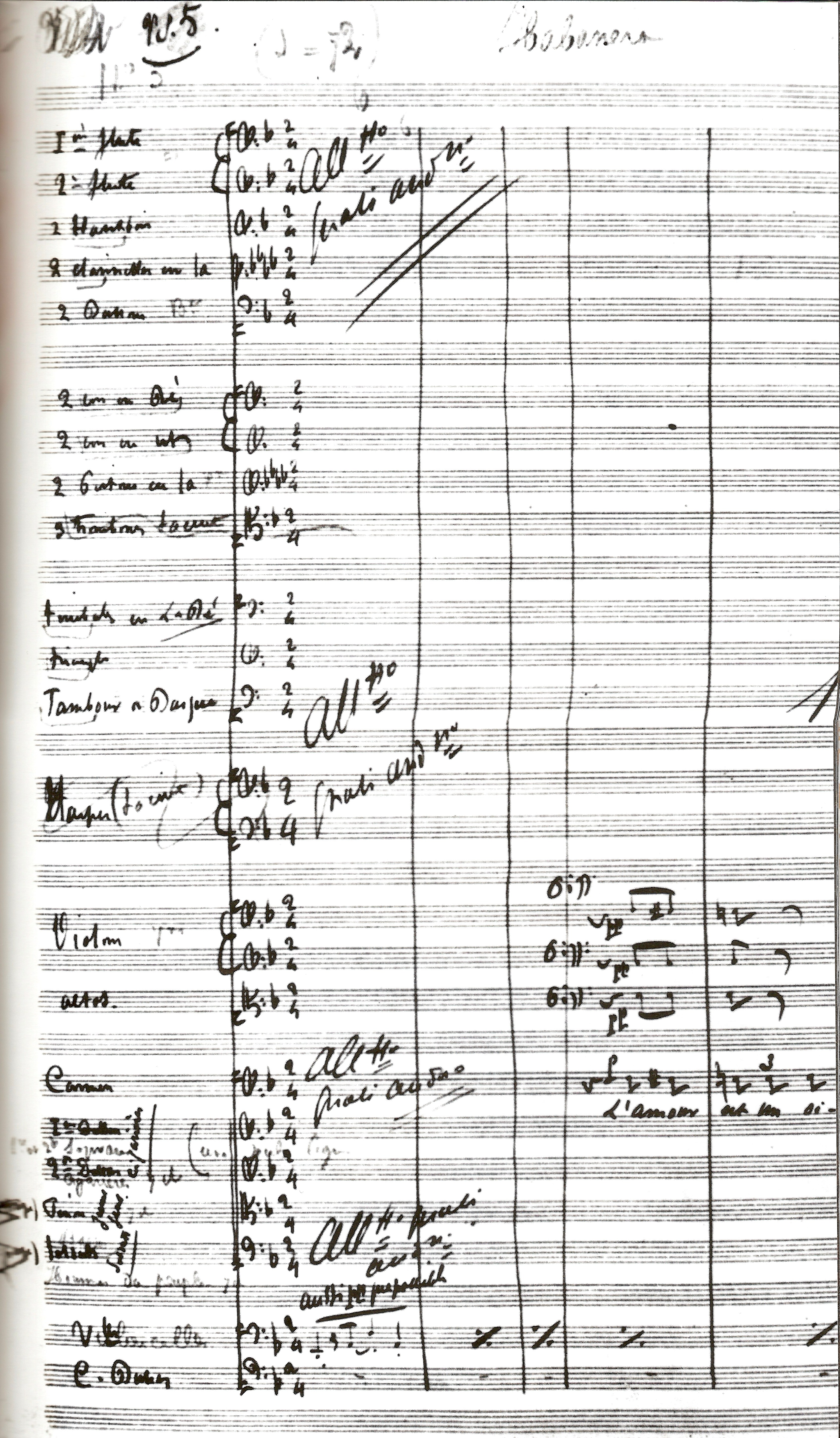
Partitura original en 1875.
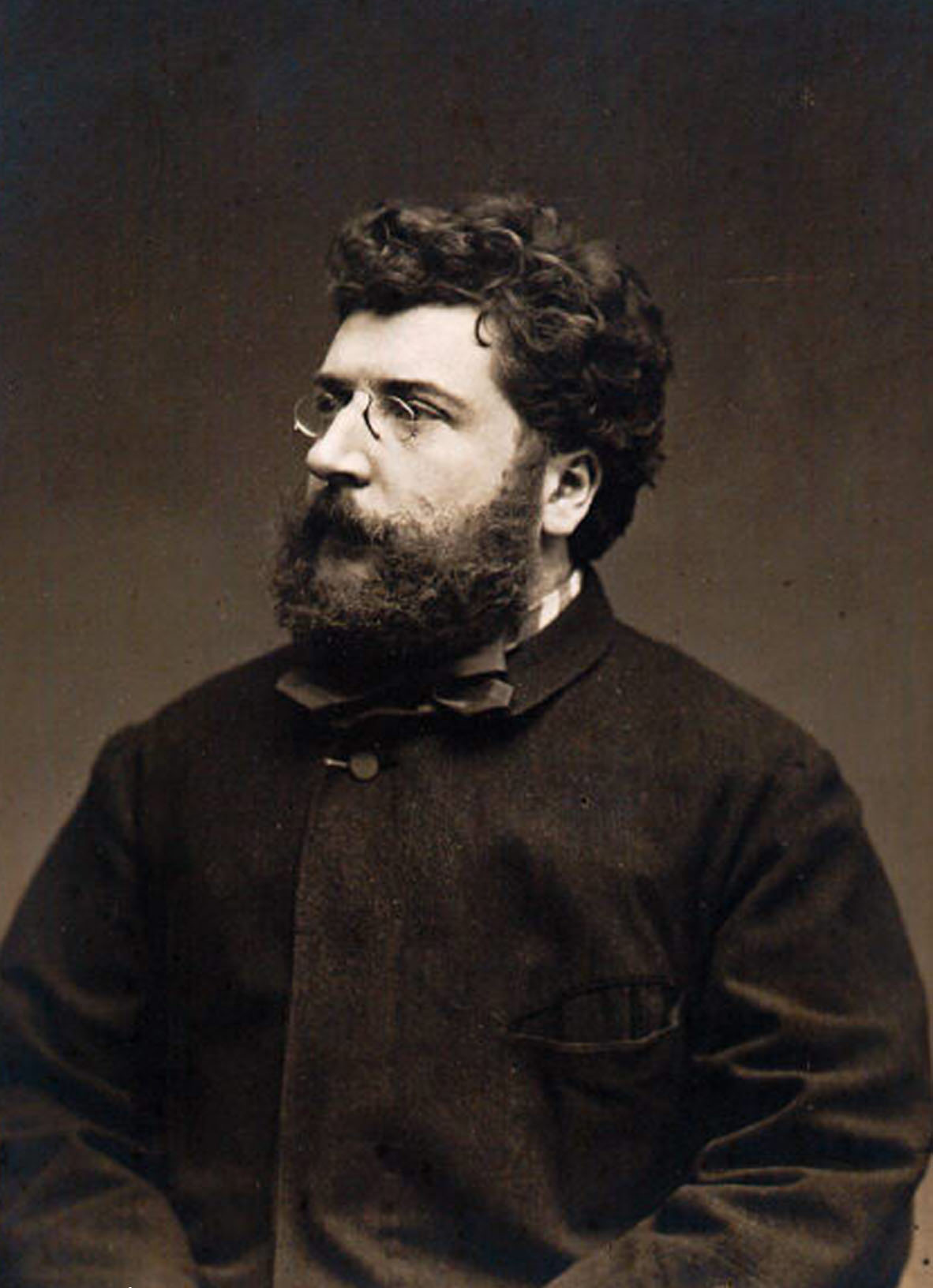
Georges Bizet en 1875.
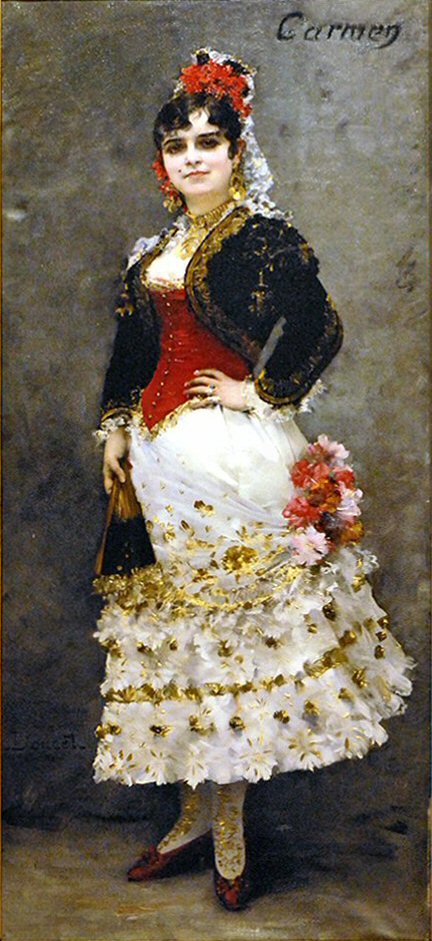
Celestine Galli Marié como Carmen en 1884.
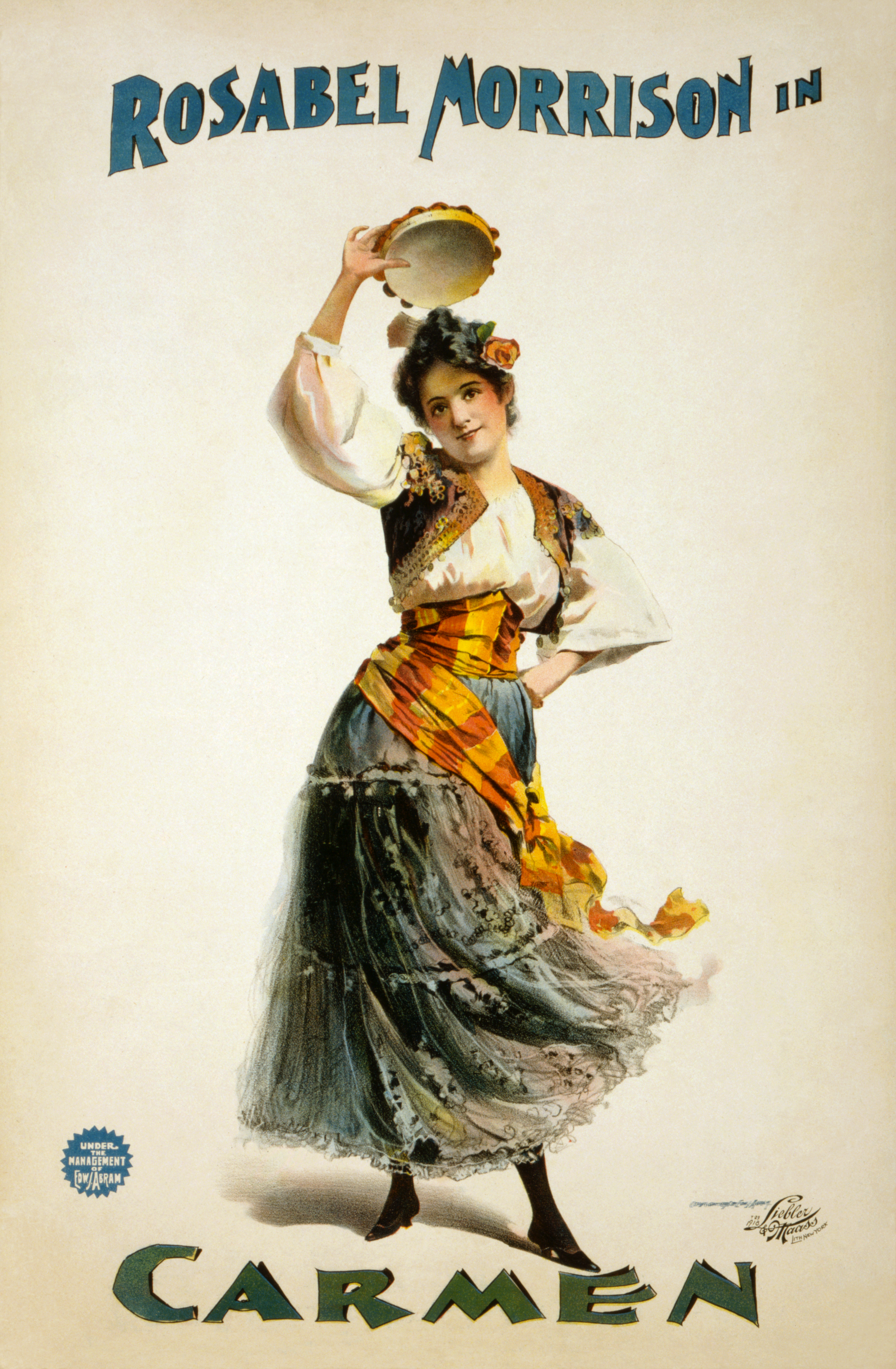
Rosabe Morrison como Carmen en 1896.
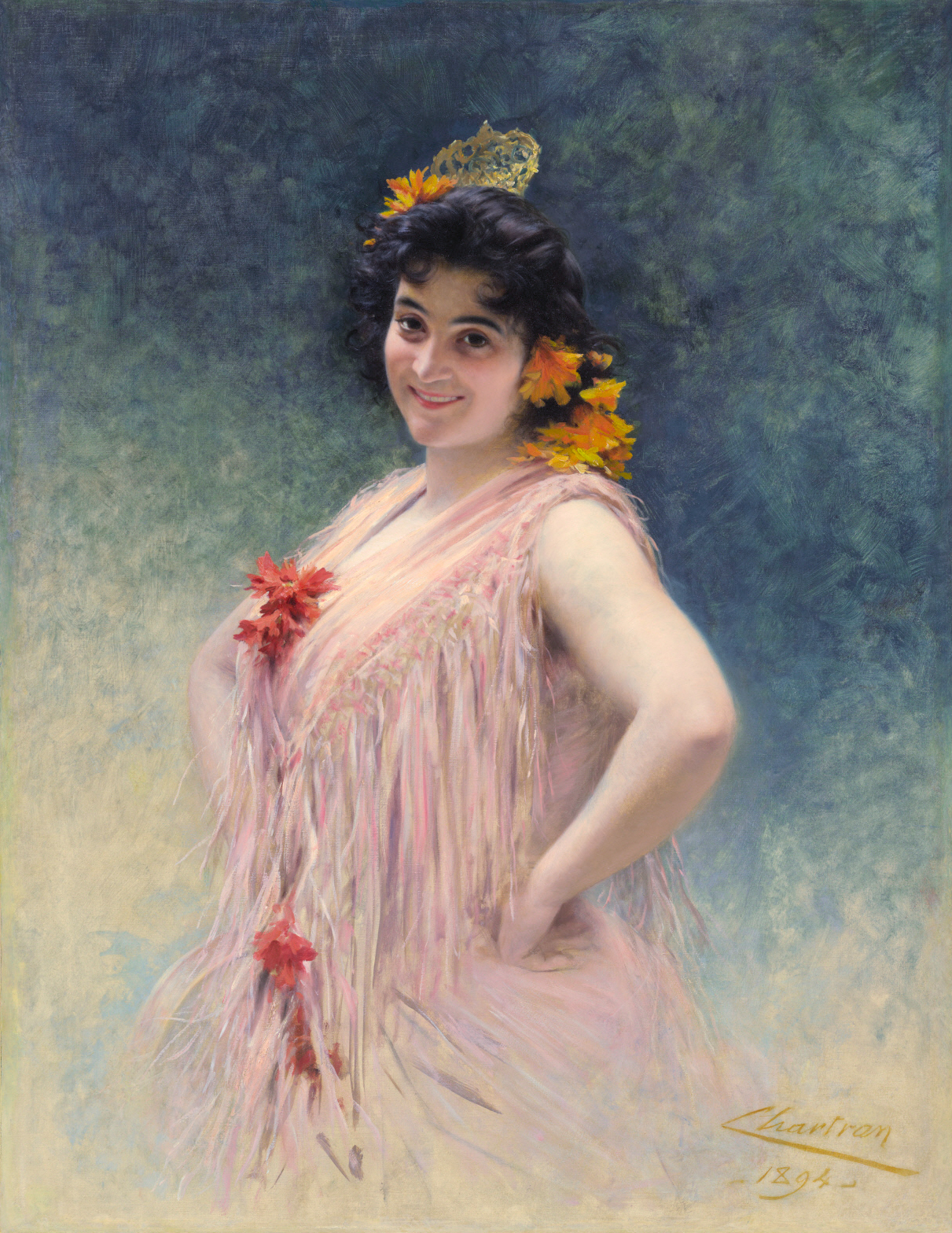
Emma Calve como Carmen en 1897.